# Dolichopeza imitator
Dolichopeza imitator är en tvåvingeart som beskrevs av Evgenyi Nikolayevich Savchenko 1979. Dolichopeza imitator ingår i släktet Dolichopeza och familjen storharkrankar. Inga underarter finns listade i Catalogue of Life.